# Ташла (Ульяновская область)
Ташла — разъезд в Тереньгульском районе Ульяновской области. Входит в состав Ясашноташлинского сельского поселения.

## География
Находится на железнодорожной линии Ульяновск-Сызрань на расстоянии примерно 19 км по прямой на север от районного центра поселка Тереньга. Расстояние между Ульяновском и разъездом Ташла составляет 61 км.

## История
Основан в 1920-х гг., как конечная станция лесовозной ж/д ветки от ст. Киндяковка МКЖД — Ясашно-Ташлинская. В 1942 году стал разъездом Волжской рокады.

## Население
Население составляло 1 человек (русские 100%) в 2002 году, 0 по переписи 2010 года.